# Antifascistische Verzetsgroepen van de Eerste Oktober

Logo van GRAPO

De Antifascistische Verzetsgroepen van de Eerste Oktober (Spaans: Grupos de Resistencia Antifascista Primero de Octubre, GRAPO) is een Spaanse communistische organisatie. De groep wordt door de Europese Unie aangemerkt als terroristische organisatie en wordt verantwoordelijk gehouden voor 84 doden.
GRAPO is de gewapende vleugel van de Communistische Partij van Spanje (Gereconstrueerd) (Partido Comunista de España (Reconstituido), PCE(r) ). Deze groep werd gevormd in 1975 als opvolger van de Organisatie van Marxisten-Leninisten in Spanje (Organización de Marxistas-Leninistas de España, OMLE). De OMLE was in 1968 gevormd door Spaanse maoïstische communisten die zich afsplitsten van de Communistische Partij van Spanje (Partido Comunista de España, PCE).
GRAPO werd gesticht met het doel om het regime van Franco  omver te werpen en Spanje om te vormen tot een marxistisch-leninistische staat. Het voornaamste doel voor terreuracties waren de Amerikaanse NAVO-bases in Spanje.
In recente jaren hield de groep zich voornamelijk bezig met bankovervallen. Sinds 2000 zijn een groot aantal leden in Spanje en Frankrijk aangehouden, waaronder de leider Manuel Pérez Martinez. In 2003 werd de partij PCE(r) verboden; hierna zijn de PCE(r) en GRAPO waarschijnlijk gefuseerd tot één organisatie. In juni 2007 werden de leden van een GRAPO-cel in Barcelona opgepakt. Volgens de Spaanse politie was dit de enige overgebleven GRAPO-cel in Spanje, waarmee alle leden van de groep zich in de gevangenis bevinden. Hiermee is de groep volgens de Spaanse politie opgehouden te bestaan.
De historicus, journalist en schrijver Pío Moa was in zijn jonge jaren lid van GRAPO.